# Institut Saint-Ghislain
 (mars 2019).
Si vous disposez d'ouvrages ou d'articles de référence ou si vous connaissez des sites web de qualité traitant du thème abordé ici, merci de compléter l'article en donnant les références utiles à sa vérifiabilité et en les liant à la section « Notes et références ».
L' Institut Saint-Ghislain, situé rue des Capucins à Bruxelles, a été construit vers 1939 par Ch. De Lestré, un architecte mieux connu pour ses plans de la  Maison de maître de style Beaux-Arts située avenue des Gaulois, no 25 à Etterbeek et d'une Maison de style moderniste construite au 89 rue Commandant Ponthier toujours à Etterbeek d'après une demande de permis à bâtir de 1933.  
Il abrite la supérette sociale Les capucines, le Centre marollien de formation par le travail (CMFT), la Fédération européenne des Maisons de Jeunes et le Patro[Quoi ?].    

## Caractéristiques architecturale
La partie courbée typique de sa façade arrière et la dépendance vitrée longeant la rampe d'accès inclinée menant à la partie arrière de l'édifice rappellent davantage le style moderniste de l'ancien Institut national de radiodiffusion (INR) situé place Flagey à Ixelles.
Les deux Instituts partagent également leur appartenance à l'inventaire du patrimoine architectural de la Région de Bruxelles Capitale ainsi qu'une même période de construction (1935 pour l'INR et 1939 pour l'Institut Saint-Ghislain).
Au-delà de ses caractéristiques architecturales spécifiques à la période de l'entre-deux-guerres à Bruxelles, la localisation de l'Institut Saint-Ghislain au cœur de l'îlot délimité par la rue des Capucins, la rue des Tanneurs, la rue Saint-Ghislain et la rue Blaes et sa proximité avec le  Mont de Piété  mieux connu sous le pseudonyme de ma Tante par les Bruxellois, le destinait à intégrer l'Inventaire du patrimoine architectural de la Région de Bruxelles Capitale.